# 1074
| [ Edytuj tabelę ]          |                                                       |
| Książę Polski              | - 1058 Bolesław II Szczodry 1076                      |
| Król Angkoru               | - 1066 Harszawarman III 1080                          |
| Król Anglii                | - 1066 Wilhelm Zdobywca 1087                          |
| Król Aragonii i Nawarry    | - 1063 Sancho Ramírez 1094                            |
| Hrabia Barcelony           | - 1035 Rajmund Berengar I 1076                        |
| Książę Bawarii             | - 1070 Welf I 1077                                    |
| Książę Burgundii           | - 1032 Robert I 1076                                  |
| Cesarz Bizancjum           | - 1071 Michał VII Dukas 1078                          |
| Cesarz Chin                | - 1067 Song Shenzong 1085                             |
| Książę Czech               | - 1061 Wratysław II 1092                              |
| Król Danii                 | - 1047 Swen II Estrydsen 1074 - 1074 Harald Hein 1080 |
| Władca Egiptu              | - 1036 Al-Mustansir 1094                              |
| Król Francji               | - 1060 Filip I 1108                                   |
| Król Gruzji                | - 1072 Jerzy II 1089                                  |
| Hrabia Holandii            | - 1061 Dirk V 1091                                    |
| Cesarz Japonii             | - 1072 Shirakawa 1086                                 |
| Kalif                      | - 1031 Al-Ka’im 1075                                  |
| Król Kastylii              | - 1072 Alfons VI 1109                                 |
| Wielki książę Kijowa       | - 1073 Światosław II 1076                             |
| Patriarcha Konstantynopola | - 1064 Jan VIII Ksifilinos 1075                       |
| Władca Korei               | - 1046 Munjong 1083                                   |
| Władca Maroka              | - 1070 Jusuf ibn Taszfin 1106                         |
| Król Norwegii              | - 1066 Olaf III Pokojowy 1093                         |
| Książę Obodrzyców          | - 1066 Krut 1093                                      |
| Hrabia Palatynatu          | - 1061 Herman II Luksemburski 1085                    |
| Papież                     | - 1073 Grzegorz VII 1085                              |
| Książę Saksonii            | - 1072 Magnus 1106                                    |
| Sułtan Seldżuków           | - 1072 Malikszah I 1092                               |
| Król Szkocji               | - 1058 Malcolm III 1093                               |
| Król Szwecji               | - 1070 Hakan Ryży i Inge I Starszy 1080               |
| Doża Wenecji               | - 1071 Domenico Selvo 1084                            |
| Król Węgier                | - 1063 Salomon 1074 - 1074 Gejza I 1077               |

Rok 1074 / MLXXIV
stulecia: X wiek ~
XI wiek ~
XII wiek

lata: 1064 «
1069 «
1070 «
1071 «
1072 «
1073 «
1074
» 1075
» 1076
» 1077
» 1078
» 1079
» 1084

## Wydarzenia w Polsce
- Wojna polsko-czeska.

## Wydarzenia na świecie
- 2 lutego – zawarto rozejm w Gerstungen, w którym król niemiecki Henryk IV Salicki zgodził się na ustępstwa względem powstańców saskich.
- 14 marca – w bitwie pod Magyaród król Węgier Salomon został pokonany przez swego kuzyna Gejzę I, który zajął jego miejsce.

- Najazd Normanów na królestwo Chorwacji.
- Ban Chorwacji Zvonimir uznał zwierzchnictwo lenne Rzymu w zamian za wycofanie wojsk normandzkich.

## Urodzili się
- Edgar, król Szkocji od 1097 do 1107 (zm. 1107)

## Zmarli
- 3 maja – Teodozjusz Pieczerski, święty prawosławny, jeden z założycieli Ławry Pieczerskiej (ur. ok. 1008)